# Marshall Jamboree
Das Marshall Jamboree war eine US-amerikanische Country-Sendung, die von KMHT aus Marshall, Texas, gesendet wurde.

## Geschichte
Das erste Marshall Jamboree wurde am Abend des 27. Dezember 1952 abgehalten. Die Show lief von um acht Uhr bis um 11 Uhr abends. Eine Sequenz wurde über KMHT ausgestrahlt, die etwa eine halbe Stunde ging. Schon kurz nach dem Start zählte das Marshall Jamboree zu den beliebtesten Veranstaltungen der Region. Gesponsert wurde die Show von Marshall Chambre of Commerce, einem in Marshall ansässigen Unternehmen. Der Moderator war der bekannte Disc Jockey Tommy T. Cutrer, der zur damaligen Zeit auf KCIJ in Shreveport, Louisiana, arbeitete, und als Manager fungierte A.T. Young. Dessen Sohn Buddy stellte zusammen mit seiner Gruppe The Texas Ramblers die Hausband der Show und war einer der beliebtesten Mitglieder. Die Show wurde in der City Hall der Stadt Marshall abgehalten. Heutzutage ist das Marshall Jamboree nicht mehr auf Sendung, es wurde schon vor einigen Jahren eingestellt. KMHT wechselte sein Format zum Nachrichten-Sender.
Neben festen Mitgliedern wie Don Holt, Rhett Grant oder Glenda Grant bestritten Country-Stars wie Martha Carson, Norman Nettles and his Blue Ridge Mountain Boys und Jean Nettles Gastauftritte.

## Gäste und Mitglieder
- Buddy Yound
- Jane White
- Don Holt
- Rhett Grant
- Dicie M. & Norma J. Nettles
- A.B. Moore & Earl Woods
- Glenda Grant
- Carol Williams
- Russell Cooner
- Dee Clark
- Ray Strong